# URBANO V01
URBANO V01（アルバーノ ブイゼロイチ）は、京セラによって日本国内向けに開発された、auブランドを展開するKDDIおよび沖縄セルラー電話の第3.9世代移動通信システム（au 4G LTE/au VoLTE）、および第4世代移動通信システム（au 4G LTE CA/WiMAX2+）対応スマートフォンである。製造型番はKYV31。

## 概要
URBANO L03（KYY23）のマイナーチェンジモデルで、新たにVoLTEを利用した通話、および2015年度より順次開始される700MHz帯エリアのサービスに対応している。なお、本機種は日本国内での3G（CDMA2000 1x）エリアによる音声通話（CDMA2000 1xRTT）、およびデータ通信（1xEV-DO Rel.0/Rev.A/MC-Rev.A）にはそれぞれ非対応となる。
VoLTEに対応することから、既存ユーザーはau ICカードの交換（au nano IC Card (4G LTE) → au Nano IC Card 04(VoLTE) ）が必要となる。
ベースモデルに存在していたおくだけ充電（Qi）対応モデルは、当機種では設定されていない。また、Androidを搭載した一連の2014年冬モデルのauスマートフォンの中では唯一、ハイレゾ音源ファイルの再生機能には非対応である。

SIMロック解除の義務化が開始される前に発売された機種のため、SIMロック解除が出来ず、また、mineoおよびUQ mobileでは、SIMロック解除が必須となるため利用出来ない。

## 搭載アプリ
- Friends Note
- au one ショッピングモール
- au one ナビウォーク
- au one 助手席ナビ
- じぶん銀行
- すぐ文字プラス

## その他機能
※PC向けWebブラウザが標準装備されている。携帯向けサイト(EZWeb)は他のスマートフォンやPCと同じく閲覧不可。
| 主な機能・対応サービス                                                  | 主な機能・対応サービス                                                        | 主な機能・対応サービス                  | 主な機能・対応サービス        |
| ----------------------------------------------------------------------- | ----------------------------------------------------------------------------- | --------------------------------------- | ----------------------------- |
| Google Play au Market auスマートパス auウィジェット Webブラウザ         | LISMO! for Android LISMO WAVE ハイレゾ音源再生プレイヤー （最大192kHz/24bit） | おサイフケータイ NFC おくだけ充電（Qi） | ワンセグ DLNA/DTCP-IP         |
| au one メール PCメール Gmail EZwebメール                                | デコレーションメール デコレーションアニメ                                     | Friends Note                            | PCドキュメント                |
| au Smart Sports Run & Walk Karada Manager ゴルフ(web版) Fitness、歩数計 | GPS 方位計                                                                    | au oneナビウォーク au one助手席ナビ     | au one ニュースEX au one GREE |
| かんたんメニュー じぶん銀行                                             | 緊急速報メール                                                                | Bluetooth                               | 無線LAN機能 (Wi-Fi)           |
| 赤外線通信 Miracast                                                     | au 3G HIGH SPEED au VoLTE （シンクコール対応） au 4G LTE （CA対応） WiMAX2+   | グローバルパスポート                    | auフェムトセル                |
| microSDHC microSDXC                                                     | モーションセンサー(6軸)                                                       | 防水 防塵                               | 簡易留守録 着信拒否設定       |

- 安心セキュリティパックはフル対応

## 沿革
- 2014年（平成26年）10月27日 - KDDIおよび京セラより公式発表。
- 2014年12月12日 - 日本全国にて一斉発売。
- 2014年12月17日 - 製品アップデート実施[6]。
- 2015年（平成27年）1月29日 - シンクコール機能追加のアップデート実施[7]。